# Brahman (rund)
De Brahman is een Amerikaans rundveeras. Het ras werd vanaf 1885 in de Verenigde Staten gefokt uit runderen die van oorsprong uit India en uit Brazilië geïmporteerd waren. Dit waren voornamelijk de rassen Gir, Guzerá en Nelore. De Brahman heeft een hoge tolerantie voor hitte, zonlicht en vochtigheid en is goed bestand tegen parasieten. Het ras is vanuit de Verenigde Staten naar veel tropische landen geëxporteerd. Zo is de Brahman het meest voorkomende runderras in Australië.